# Faye-sur-Ardin
Faye-sur-Ardin è un comune francese di 629 abitanti situato nel dipartimento delle Deux-Sèvres nella regione della Nuova Aquitania.

## Società

### Evoluzione demografica
Abitanti censiti